# Популяційна динаміка
Популяці́йна дина́міка — дослідження змін розміру популяцій, їх склад за віком та іншими ознаками, взаємодії між популяціями, та біологічних і екологічних процесів, що впливають на ці зміни.
Популяційна динаміка має більш ніж 200-річну історію. Традиційно (до 1990-х років) вона була головною гілкою математичної біології. Проте протягом останніх десятиліть галузь математичної біології значно розширилася. З іншого боку, популяційна динаміка є головним інструментом популяційної біології. Хоча терміни «популяційна динаміка» і «популяційна біологія» часто використовуються рівнозначно, перший стосується строго математичного підходу, а другий — ширшої галузі, що включає й експериментальне отримання даних для аналізу.
Першою працею в галузі популяційної динаміки вважається робота Томаса Мальтуса, в якій було постульовано закон Мальтуса або закон експоненційного росту розміру популяції. Швидкість (темп) зростання популяції (тобто зміна її розміру за певний проміжок часу) за оптимальних умов називається специфічною швидкістю росту.
Протягом першого століття у популяційній динаміці превалювали демографічні дослідження, такі як роботи Бенджаміна Ґомпертца і П'єра Франсуа Ферхюльста, які на початку 19-го століття пішли значно далі за демографічну модель Мальтуса. Ці роботи були узагальнені Ф. Річардсом в 1959 році як частинні випадки функції Річардса. Такі комп'ютерні ігри як SimCity і Ultima online, серед інших, використовують ці моделі популяційної динаміки. Крім того, популяційна динаміка досліджує популяційні аспекти старіння та старіння населення.

## Популярні моделі динаміки популяцій
- Закон Мальтуса
- Модель Леслі
- Модель Лотки-Вольтера (хижак-жертва)

## Динаміка зростання чисельності популяції

Рис. 1. Експоненційне зростання гіпотетичної популяції одноклітинного організму, що ділиться кожні 4 год.: а — арифметична шкала, б — логарифмічна шкала

Ще в XVII ст. було встановлено, що чисельність популяцій зростає за законом геометричної прогресії, а вже в кінці XVIII ст. Томас Мальтус (1766—1834) висунув свою відому теорію про зростання народонаселення в геометричній прогресії. Ця закономірність зростання виражається кривою, зображеною на рис. 1.
Сучасною математичною мовою ця крива відображає експоненційний ріст чисельності організмів і описується рівнянням:
де:
- Nt — чисельність популяції в момент часу t;
- N0 — чисельність популяції в початковий момент часу t0;
- е — основа натурального логарифма (2,7182...);
- r — показник, що характеризує темп розмноження особин в даній популяції.

Експоненційне зростання можливе тільки тоді, коли r має постійне чисельне значення, так як швидкість росту популяції пропорційна самій чисельності.
Якщо чисельність відкласти в логарифмічному масштабі, то крива набуває вигляду прямої лінії (рис. 2, б).
Таким чином, експоненційний ріст чисельності популяції — це зростання чисельності її особин в незмінних умовах.
Умови, що зберігаються тривалий час постійними, неможливі в природі. Якби це було не так, то, наприклад, звичайні бактерії могли б дати таку масу органічної речовини, яка могла б покрити всю земну кулю шаром завтовшки в 2 метри за 2 години.
Однак такого в природі не відбувається, тому що існує безліч обмежувальних факторів. Але є приклади, коли при уповільненні зростання, тобто при зниженні r, експоненційний ріст зберігається, він може виникати і на коротких відрізках життя популяцій.

Рис. 2. Логістична модель зростання популяції: а — крива зростання чисельності (N), б — залежність питомої швидкості росту (г) від чисельності (N), в — залежність народжуваності (b) та смертності (d) від чисельності; К — гранична чисельність

Рис. 3

На рис. 3 показано, що J-подібна крива росту чисельності популяції перетворюється на S-подібну при обмежувальному впливі лімітуючих факторів (за: Міллер, 1993).
Для опису S-подібного зростання може бути використано чимало різних рівнянь, але найбільшу популярність отримало найпростіше з них — так зване логістичне.
Вперше запропоноване як модель зростання народонаселення в 1838 р. бельгійським математиком П. Ф. Ферхюльстом (Ферхюльст, 1838), воно було перевідкрито заново американськими дослідниками Р. Перлом і Л. Рідом (Pearl, Reed, 1920) в 1920 р., які, втім, уже через рік визнали пріоритет Ферхюльста. В основі логістичної моделі лежить дуже просте припущення, а саме лінійне зниження швидкості питомого зростання r = dN/Ndt в міру зростання чисельності N, причому швидкість ця стає рівною нулю при досягненні певної граничної для даного середовища чисельності К. Отже, якщо N = К, то ra = 0. У популярних підручниках екології іноді не зовсім вірно постійний коефіцієнт з логістичного рівняння rmax прирівнюють до показника будь-якого експоненційного зростання даної популяції, тобто стверджується, що rmax = ra. Насправді це не так: для дотримання експоненційного зростання необхідно, щоб показник ra був постійною величиною (r = const), для здійснення же логістичного зростання необхідно, щоб показник ra знижувався по лінійному закону при збільшенні чисельності N. Нагадаємо, що ra як у рівнянні експоненційному, так і в рівнянні логістичному дорівнює різниці питомої народжуваності і питомої смертності. При логістичному зростанні ra майже дорівнює rmax тільки при чисельності, близькій до нуля, тобто тоді, коли народжуваність b максимальна, а смертність мінімальна d. Лінійний характер зміни ra при збільшенні N передбачає лінійні зміні, як народжуваності, так і смертності.
Багато екологів 1920-30-х рр., особливо ті, що мали справу з лабораторними культурами організмів, поставилися з великим ентузіазмом до використання логістичного рівняння для опису експериментальних даних. Ентузіазм цей пояснювався, мабуть, тим, що S-подібне (в широкому сенсі цього слова) зростання популяцій дійсно спостерігалося дуже часто, а логістичне рівняння, наскільки б не було воно недосконалим, описувало це зростання і, таким чином, служило першою моделлю динаміки чисельності, що дозволяє говорити про загальні закономірності цього процесу.